# 浜崎村
浜崎村（はまざきむら）は、静岡県賀茂郡にあった村である。

## 沿革
- 1889年（明治22年）4月1日 - 町村制施行に伴い白浜村、柿崎村、須崎村が合併して賀茂郡浜崎村が成立。
- 1896年（明治29年）8月20日 - 大字白浜が白浜村として分立。
- 1955年（昭和30年）3月31日 - 下田町、白浜村、朝日村、稲梓村、稲生沢村と合併して下田町となり消滅。

## 交通
村内に鉄道は通っていない。

## 教育機関
- 浜崎村立須崎小学校
- 浜崎村立柿崎小学校

二つの小学校は下田町との合併後の1967年（昭和42年）4月1日に統合され、現在は下田市立浜崎小学校となっている。